# Hugo Burvall
Hugo Burvall (ur. 19 kwietnia 1997) – szwedzki narciarz dowolny, specjalizujący się w konkurencjach slopestyle i big air. W Pucharze Świata zadebiutował 24 stycznia 2013 roku w Mammoth Mountain, zajmując 56. miejsce w slopestyle'u. Pierwsze pucharowe punkty zdobył 11 lutego 2013 roku w Quebecu, gdzie był dziewiąty w big air. Na podium zawodów tego cyklu po raz pierwszy stanął 18 listopada 2017 roku w Mediolanie, kończąc rywalizację w big air na drugiej pozycji. Rozdzielił tam dwóch Szwajcarów: Eliasa Ambühla i Andriego Ragettliego. W klasyfikacji generalnej sezonu 2017/2018 zajął 21. miejsce, a w klasyfikacji Big Air był trzeci.

## Osiągnięcia

### Puchar Świata

#### Miejsca w klasyfikacji generalnej
- sezon 2016/2017: 181.
- sezon 2017/2018: 21.

#### Miejsca na podium w zawodach
1. Mediolan – 18 listopada 2017 (Big Air) – 2. miejsce
2. Québec – 24 marca 2018 (big air) – 2. miejsce